# Манчини, Мария
Мария Манчини (фр. Marie Mancini, итал. Maria Mancini; 28 августа 1639, Рим — 8 мая 1715, Пиза, Тоскана) — итальянская аристократка, племянница кардинала Джулио Мазарини, фаворитка французского короля Людовика XIV.

## Биография
Мария Манчини была дочерью барона Микеле Лоренцо ди Манчини и Джеронимы Мазарини, и племянницей первого министра Франции, кардинала Джулио Мазарини, то есть одной из так называемых мазаринеток. Ребёнком Мария была отправлена к своему дяде-кардиналу во Францию, где первые два года провела в монастыре. В 16-летнем возрасте, в 1655 году девушка была представлена французскому двору в Лувре. Мария была первой большой любовью юного короля Людовика XIV и имела на него огромное влияние, благодаря чему король стал интересоваться литературой и постепенно отдаляться от своей матери, Анны Австрийской и самого Мазарини. Мария и Людовик собирались сочетаться браком, однако и королева-мать, и кардинал были решительно против — несмотря на то, что король умолял о разрешении, стоя на коленях. Эта любовная связь прекратилась лишь после обручения Людовика XIV с испанской инфантой Марией Терезией.
Во Франции к Марии Манчини сватался герцог Лотарингский, однако этот брак не состоялся. В 1661 году она вышла замуж за князя Лоренцо Онофрио Колонна (1637—1689), великого коннетабля Неаполя. Переехав в Рим, Мария вела весьма свободный образ жизни. В браке с Лоренцо Колонна она родила трёх сыновей: Филиппо II Колонна, герцога Палиано (1663—1714), Маркантонио Колонна (1664—1715) и Карло Колонна (1665—1739), ставшего впоследствии кардиналом. Брак этот, тем не менее, оказался неудачным. Супруги изменяли друг другу, и из-за этого имели место ссоры и громкие скандалы. В 1672 году Мария ушла от мужа и вместе со своей сестрой Гортензией уехала во Францию. Вплоть до 1689 года Мария жила в различных странах Европы, часто надолго останавливаясь в монастырях. После смерти в 1689 году своего мужа Колонна она вернулась в Италию. Умерла М. Манчини в один год со своей самой большой любовью — королём Людовиком XIV.

## Образ Марии в искусстве
- В романе Томаса Манна «Волшебная гора» именем Марии Манчини названа марка сигар, которые предпочитает всем остальным главный герой романа, Ганс Касторп.
- Симон Дерли — Железная маска / Le masque de fer (Италия, Франция; 1962), режиссёр Анри Декуэн
- Анн-Лор Жирбаль — Король-солнце / Le Roi Soleil (Франция, 2005—2007), постановщики Дов Аттья, Альбер Коэн
- Карла Буттарацци — Королева и кардинал (Франция, 2009)
- Роман Александра Дюма «Виконт де Бражелон, или Десять лет спустя».
- Пьеса Александра Дюма «Молодость Людовика XIV» (1854).